# Stazione di Napoli Centrale
La stazione di Napoli Centrale è il principale scalo ferroviario della città di Napoli e del Mezzogiorno ed è la settima stazione italiana per flusso di passeggeri. È composta da 23 binari ed è la più grande del Mezzogiorno, quarta nell'intero Stato.
È la stazione principale della città, seguita da Napoli Afragola e da Napoli Campi Flegrei. Sotto di essa si trova l'omonima stazione della Ferrovia Circumvesuviana. La stazione è collegata anche con la stazione Garibaldi della linea 1 della metropolitana di Napoli e con la fermata della linea 2.

## Storia

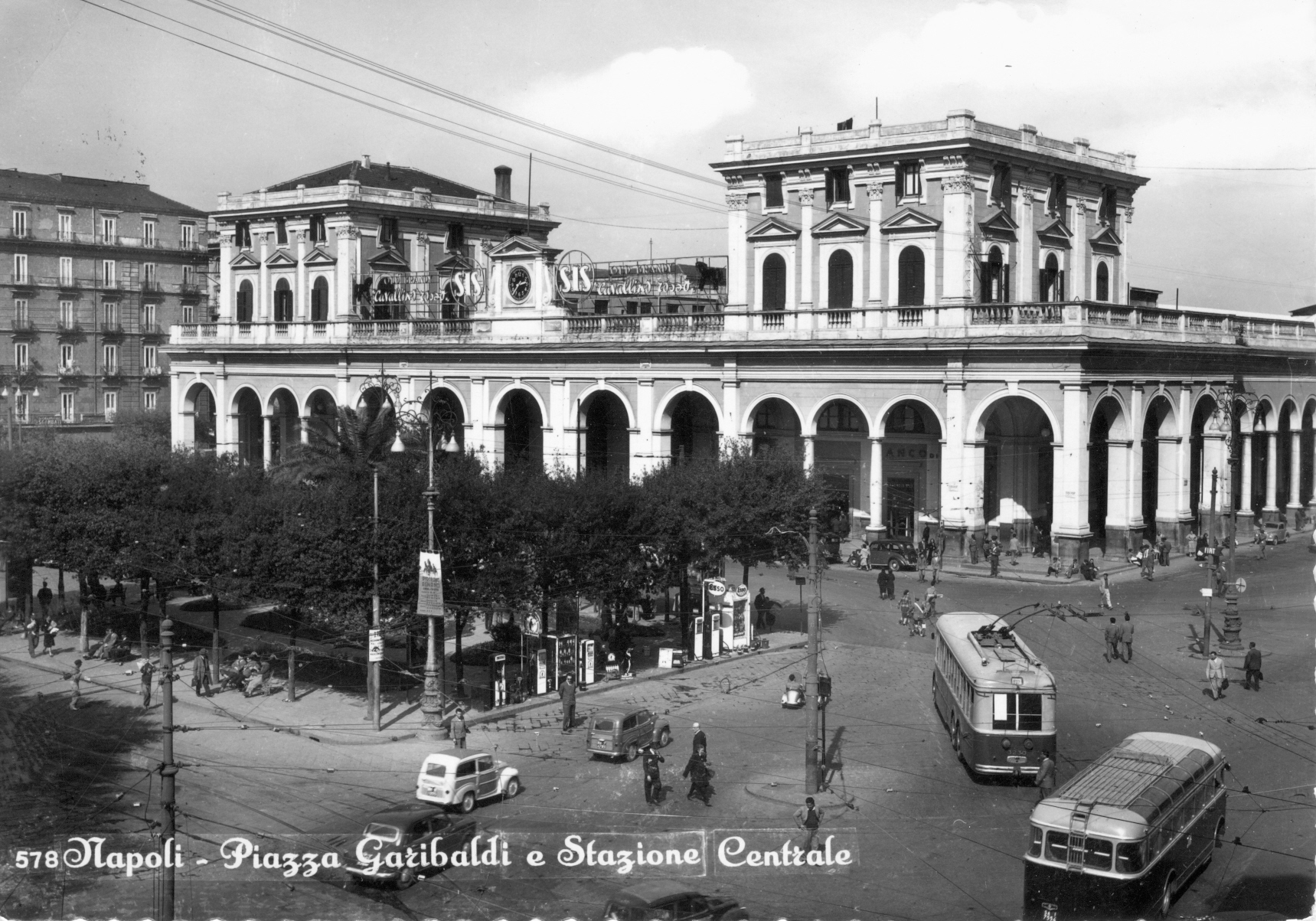
Il vecchio fabbricato viaggiatori

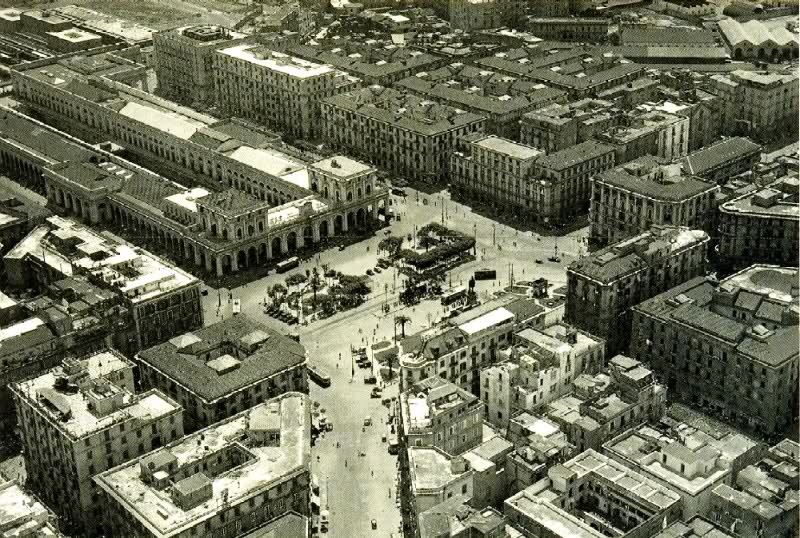
Piazza Garibaldi prima del 1960, quando la vecchia stazione, già declassata a stazione del passante ferroviario sotterraneo, venne demolita per permettere la creazione di una piazza più grande

All'Unità d'Italia (1861) la città di Napoli era servita da due stazioni ferroviarie, poste una a fianco dell'altra lungo la via dei Fossi (l'attuale corso Garibaldi). Si trattava della stazione della società Bayard, capolinea della ferrovia per Salerno, che all'epoca raggiungeva solo Vietri sul Mare, e della stazione della società Regia, capolinea della ferrovia per Capua e Tora, che all'epoca era un tratto di quella che sarebbe stata poi la  linea per Roma via Cassino.
In seguito all'aumento del traffico e alle mutate necessità, si decise di concentrare i traffici in un'unica stazione centrale, di testa anch'essa, posta a nord delle due precedenti. La nuova stazione, che si riteneva un tempo progettata in stile neorinascimentale dall'architetto Errico Alvino, o meglio Enrico Alvino, è stata inizialmente progettata dall'ingegnere francese Paul Amilhau a partire dal 1860 e poi da Nicola Breglia, allievo di Alvino, dal 1862.
Come è stato appurato da un saggio critico, sulla formulazione della paternità pesa l'equivoco nato dalla presenza di un ingegnere Ettore Alvino nel cantiere della stazione, che in base ad accurate ricerche d'archivio è risultato essere ingegnere delle ferrovie che si firmava E. Alvino e che collaborò al progetto fino al gennaio 1862, facendo così nascere l'equivoco.
La stazione era collocata in posizione più avanzata rispetto all'attuale, occupando gran parte dell'odierna piazza Garibaldi. Aperta al traffico il 7 maggio 1867, nel 1869 vi fu realizzata la copertura a tettoia triangolare in ferro e vetro progettata nel 1865 da Alfredo Cottrau. La sua forma era ad U, ad unico livello, con porticati lungo i lati e due corpi di fabbrica alle estremità della facciata.
La stazione conteneva sei binari di testa e la facciata dava, come detto, su Piazza Garibaldi, che in quegli anni era di dimensioni molto inferiori all'attuale, dove furono realizzati dei giardini. Al loro interno vi fu collocata la fontana della Sirena, inaugurata nel 1869 su disegno di Onofrio Buccino con l'aiuto di Francesco Jerace; fu spostata e ricollocata in piazza Sannazaro nel 1924. Nel frattempo, fu posto di fronte alla stazione nel 1904 il monumento a Garibaldi.
Con il passare degli anni la capacità della vecchia stazione divenne insufficiente a gestire l'enorme aumento del traffico ferroviario passante per la città. Per questo si decise, nel 1925, di traslare la zona dei binari di testa della stazione alcune centinaia di metri verso est, dove il maggior spazio disponibile permise di ottenere un piazzale interno molto più ampio, il che consentì di avere un numero più che doppio di binari. La zona della vecchia stazione fu usata per la realizzazione della metropolitana FS; il fabbricato viaggiatori originario fu adibito a stazione della metropolitana, indicata dal 1927 con il nome di Piazza Garibaldi, dotata di quattro binari il cui piano delle rotaie era stato abbassato di una ventina di metri circa in una trincea, che proseguiva oltre la testata della stazione in due nuove gallerie sotterranee sotto Piazza Garibaldi e il centro di Napoli. Questo permise di avere un nuovo collegamento ferroviario diretto verso le zone di Mergellina e dei Campi Flegrei. Di fatto la stazione di Piazza Garibaldi venne utilizzata per tutto il secolo XX, oltre che per la metropolitana, anche come stazione sussidiaria di Napoli Centrale per treni a lunga percorrenza (che così evitavano di dover fare l'inversione di marcia nella stazione centrale) e per treni in partenza/arrivo da Napoli Mergellina e Napoli Campi Flegrei (per esempio i locali e rapidi con destinazione Taranto).
Per quanto riguarda la stazione principale, il piano regolatore generale del 1939 prevedeva in prospettiva l'eliminazione della stazione (che fino ad allora aveva praticamente solo i binari con installazioni provvisorie), sostituita da un nuovo impianto passante, in direzione nord-sud, posto alla periferia orientale della città. Tuttavia, la seconda guerra mondiale impedì la realizzazione di un piano così ambizioso, ed anzi causò ingenti danni alla vecchia stazione (ora della metropolitana), in primis la totale scomparsa della copertura in ferro e vetro, che fu utilizzata per ricavarne materiale ferroso per le esigenze della guerra. Nel dopoguerra si decise allora, per minimizzare i costi, di mantenere la stazione centrale nella posizione esistente, completandola però con la costruzione di un nuovo fabbricato viaggiatori, che in seguito a un concorso fu progettato nel 1954 da Corrado Cameli, Pierluigi Nervi, Carlo Cocchia, Massimo Battaglini, Bruno Zevi, Giulio De Luca, Luigi Piccinato e Giuseppe Vaccaro.

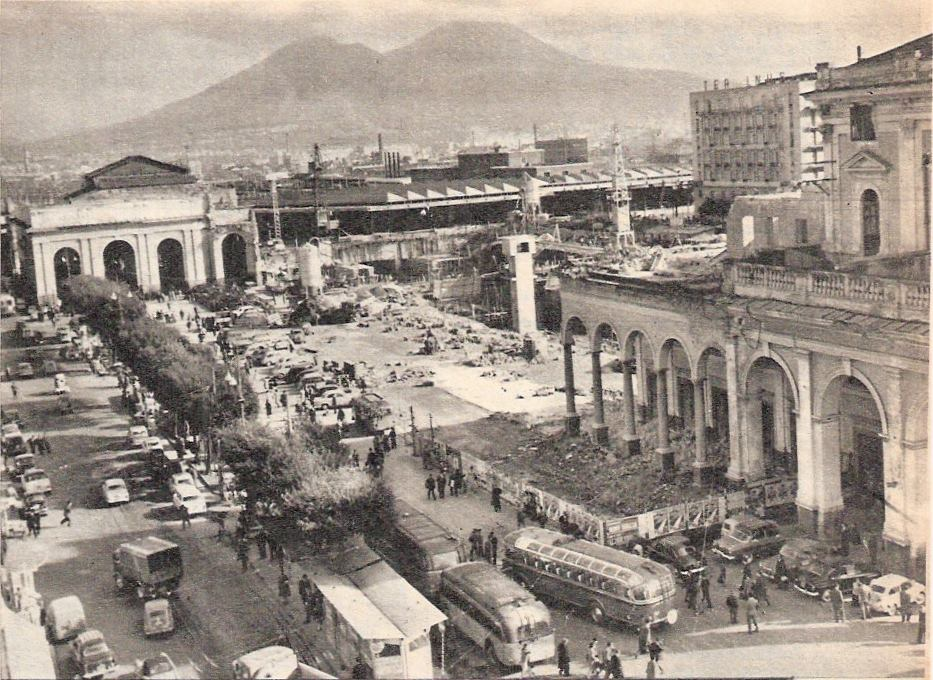
Demolizione del vecchio fabbricato viaggiatori e contemporanea costruzione della nuova stazione centrale

I lavori terminarono nel 1960, con la demolizione di tutte le strutture della vecchia stazione. Per non interrompere il traffico ferroviario, dapprima si provvide a costruire la nuova stazione demolendo la parte più vicina al piano binari, poi si demolì la parte centrale dell'edificio, ed infine il vecchio ingresso prospiciente la piazza, che in un primo momento si provò a preservare ma invano, in quanto creava non pochi problemi alla viabilità della nuova piazza. Con la completa eliminazione delle strutture sopra il terreno, venne deciso di coprire il «trincerone» della stazione di Piazza Garibaldi, consentendo così di ampliare notevolmente la piazza soprastante ed eliminando di conseguenza le due strade (praticamente incorporate e facenti parte integrante della nuova piazza) che costeggiavano ai lati la stazione, e cioè via Indipendenza, situata sul lato nord e dunque verso il Vasto, e via Libertà, che costeggiava la parte sud del vecchio fabbricato della stazione.
Dopo il 1960, furono realizzati il grattacielo su corso Novara nonché la cosiddetta proboscide, la pensilina del nuovo capolinea degli autobus che, nascendo dalla nuova copertura, si proiettava verso il centro della piazza, e che verrà poi rimossa e totalmente eliminata nell'anno 2000.
Alcune delle colonne che costituivano i porticati della vecchia stazione furono riutilizzate in vari luoghi della città: due furono adibite a supporto di statue della Madonna nei pressi del Museo Nazionale e a piazza Immacolata, altre furono collocate presso la basilica del Buon Consiglio, a Capodimonte.

### La riqualificazione

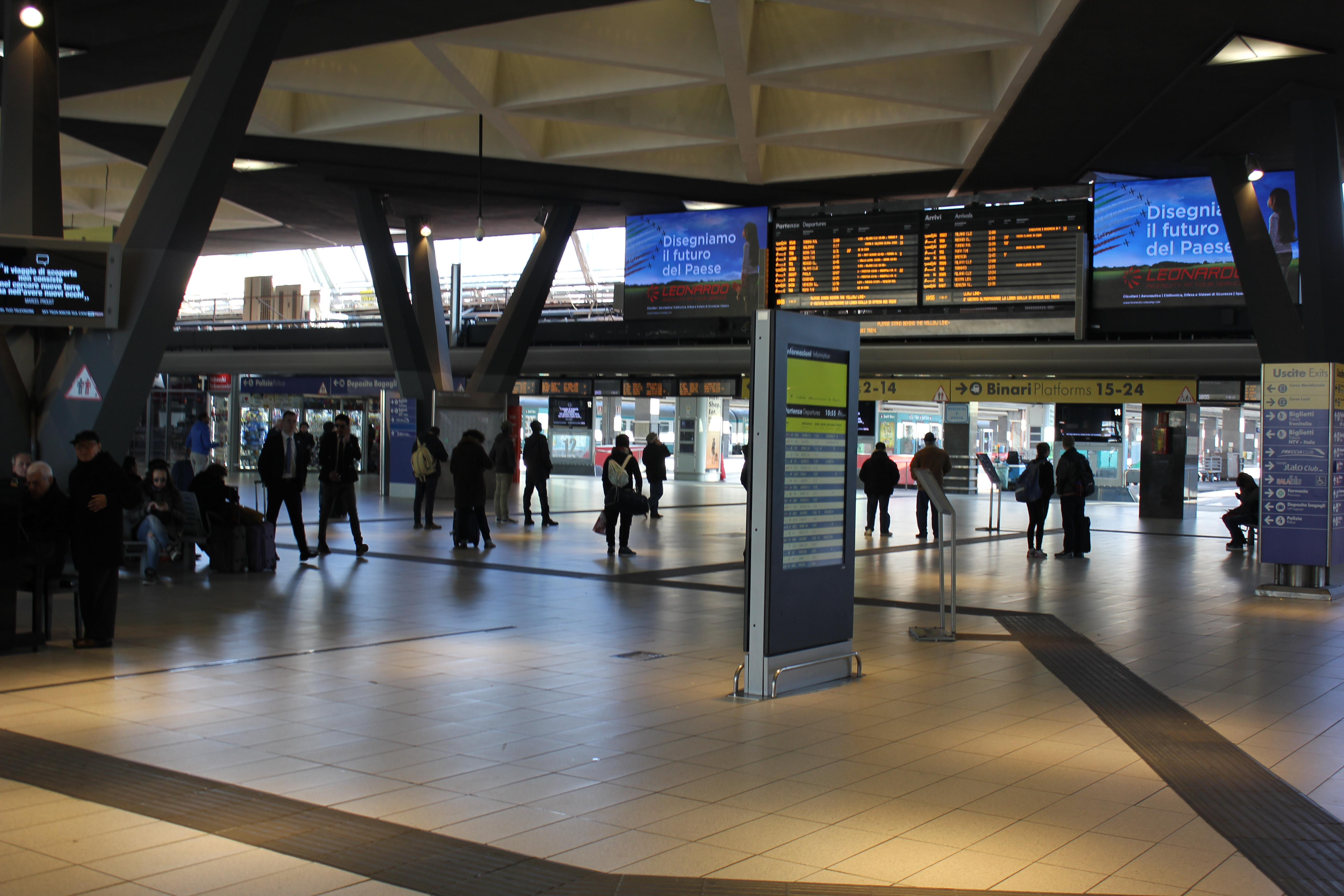
Interno della stazione

Negli ultimi anni la stazione è stata sottoposta a un lavoro di ristrutturazione che ha consentito la realizzazione di una struttura più moderna, con il rifacimento delle coperture superiori, la ristrutturazione della zona sotterranea dedicata alla metropolitana cittadina e regionale, la costruzione di diversi ascensori, l'installazione di scale mobili e una serie di spazi dedicati ai servizi di accoglienza dei clienti Trenitalia, di biglietterie, ristoranti e negozi.
Gli interventi nel dettaglio:
- Nell'atrio sono state demolite le vecchie strutture che ospitavano la biglietteria, il deposito bagagli e la banca; è stato costruito un corpo - denominato “diamante” - che ospita i principali servizi per il viaggio. Una consistente parte delle vetrate è stata sostituita con quasi 2.500 m² di nuovi vetri montati con una struttura a “ragno”, che conferiscono continuità e maggior luce naturale. I pavimenti in gomma nera sono stati sostituiti con nuove pavimentazioni chiare che contribuiscono ad aumentare la luminosità e la spazialità di tutto l'ambiente. Sono state costruite tre nuove scale circolari per l'accesso ai mezzanini: qui si trovano nuove strutture in acciaio e cristallo che ospitano servizi e attività commerciali.
- Nuova illuminazione, nuovi impianti, pavimentazione, spazi commerciali, segnaletica e sicurezza, hanno profondamente trasformato la galleria di accesso alla stazione di Piazza Garibaldi e alla Stazione della Circumvesuviana. È stata migliorata l'accessibilità a questi spazi, interessati da notevoli flussi di passaggio, grazie alla creazione di due nuovi gruppi scale.
- Aumento del numero di sedute, sostituzione delle pensiline di copertura di testata binari con una nuova struttura in acciaio inox e vetro e posa in opera di un nuovo sistema di illuminazione.

## Strutture e impianti

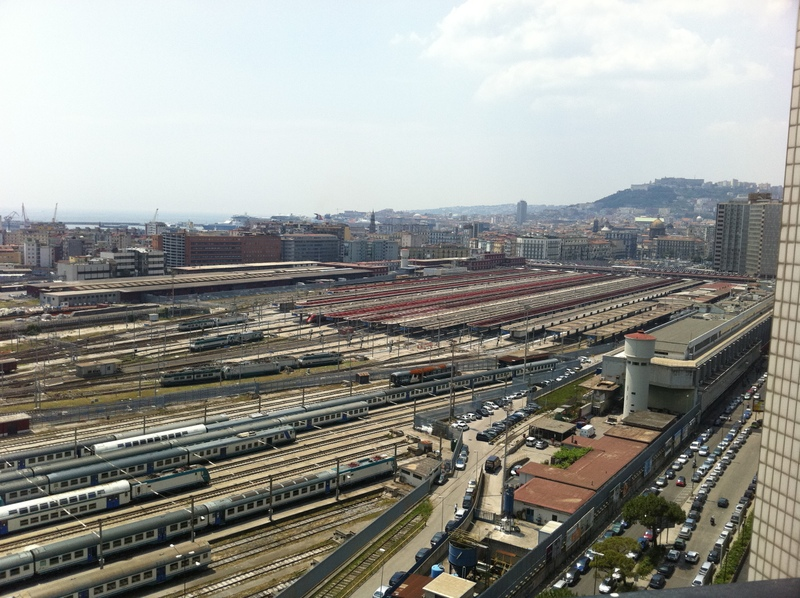
Veduta aerea dell'impianto

Fra gli elementi architettonici che contraddistinguono la stazione è da notare il tetto «a piramidi» reso famoso anche da un carosello interpretato da Mina, in cui la cantante passeggiava vestita da enormi cavi telefonici tra le piramidi del tetto stesso (riprese utilizzate anche per il video della canzone "Se telefonando", la cui musica fu composta da Ennio Morricone). Arditi e innovativi furono anche i pilastri piramidali rovesciati (tripodi rovesci) che sorreggono le tettoie poste all'ingresso della stazione e alla testa dei binari.
Dal piano inferiore della stazione di Napoli Centrale si accede alla stazione di Piazza Garibaldi (linea 2), alla stazione della Circumvesuviana e alla stazione della linea 1. La stazione di Napoli Centrale dispone di 23 binari, numerati da 2 a 24. Presso la testa del binario 12 una targa commemora le vittime dell'attentato al Rapido 904 del 23 dicembre 1984.
L'intera piazza Garibaldi antistante la stazione è inoltre stata oggetto di ristrutturazione e riqualificazione in accordo con i lavori della linea 1 della metropolitana, su disegno di Dominique Perrault, tramite la costruzione di una galleria commerciale ipogea, di ampi giardini e di un parcheggio multipiano sotterraneo.

## Movimento
La stazione, avendo una media di 150 000 frequentatori giornalieri (50 milioni l'anno) ed una frequenza di circa 390 treni al giorno, è la settima maggiore d’Italia. Tuttavia, se si considera anche il capolinea degli autobus in area Metropark e quello della Circumvesuviana la frequenza giornaliera sale a 200 000 utenze, pari a 73 000 000 passeggeri annui.

## Servizi
Per quanto riguarda i servizi rivolti alle persone a ridotta mobilità, quella di Napoli Centrale è una delle quattordici stazioni master nazionali e dunque ospita una "sala blu", luogo in cui opera personale specializzato per l'assistenza a tali utenti e in cui si organizza, si coordina e si sovrintende alla gestione dei servizi a loro rivolti.
La stazione dispone di:
- Bar
- Biglietteria a sportello
- Biglietteria automatica
- Deposito bagagli con personale
- Posto di Polizia Ferroviaria
- Ristorante
- Sala d'attesa
- Servizi igienici

## Interscambi
La stazione dispone di:
- Stazione ferroviaria (Napoli Garibaldi, ferrovia Circumvesuviana)
- Fermata ferroviaria (Napoli Piazza Garibaldi, linea 2)
- Fermata metropolitana (Garibaldi, linea 1)
- Stazione taxi
- Fermata e capolinea autobus e Alibus (collegamento veloce Stazione Marittima - Stazione Napoli Centrale - Aeroporto di Capodichino)
- Fermata tram (linee 1 e 2)
- Fermata filobus (linee 202 e 254)